# Айодхъя Сингх Упадхъя
Айодхъя Сингх Упадхъя Хари Оуд (хинди अयोध्यासिंह उपाध्याय 'हरिऔध';15 апреля 1865 ― 16 марта 1947) ― индийский писатель. Внёс большой вклад в развитие литературы на языке хинди.

## Биография

### Детство
Айодхъя Прасад родился в городе Низамабад, Азамгарх в штате Уттар-Прадеш. Отец ― Пандит Бхоланат Упадхъя, мать ― Рукмини Деви. Стал сикхом и сменил имя на Бхола-Синг. Его предки были браминами и имели большое влияние при дворе моголов. Учился в Низамабаде и Азамгархе. В возрасте пяти лет начал изучать персидский язык под руководством своего дяди.

### Брак
После сдачи экзаменов Низамабаде он переехал в Каши для изучения английского языка в Королевском колледже, однако вскоре ему пришлось покинуть колледж из-за ухудшения здоровья. Затем он изучал санскрит, урду, персидский и английский дома и в 1884 году стал учителем в средней школе в Низамабаде. Женился на Ананд Кумари в возрасте семнадцати лет в 1872 году.

### Дальнейшая жизнь
В 1889 году поступил на государственную службу. После ухода на пенсию в 1932 году в течение нескольких лет работал преподавателем на общественных началах на кафедре языка хинди в Бенаресском университете хинди. В 1941 году вернулся в Низамабад, где продолжил писательскую деятельность, которая вскоре принесла ему широкую известность. Умер в 1947 году в Низамабаде.